# Sajópetri, Borsod-Abaúj-Zemplén
Sajópetri este un sat în districtul Miskolc, județul Borsod-Abaúj-Zemplén, Ungaria, având o populație de 1.492 de locuitori (2011). 

## Demografie
Componența etnică a satului Sajópetri
     Maghiari (88,53%)
     Romi (9,51%)
     Ruteni (1,74%)
     Necunoscut (0,22%)
     Alții (0,22%)
Componența confesională a satului Sajópetri
     Romano-catolici (31,23%)
     Greco-catolici (24,87%)
     Fără religie (9,12%)
     Reformați (6,03%)
     Necunoscută (27,88%)
     Alte religii (2,82%)
Conform recensământului din 2011, satul Sajópetri avea 1.492 de locuitori. Din punct de vedere etnic, majoritatea locuitorilor (88,53%) erau maghiari, existând și minorități de romi (9,51%) și ruteni (1,74%). Apartenența etnică nu este cunoscută în cazul a 0,22% din locuitori. Nu există o religie majoritară, locuitorii fiind romano-catolici (31,23%), greco-catolici (24,87%), persoane fără religie (9,12%) și reformați (6,03%). Pentru 27,88% din locuitori nu este cunoscută apartenența confesională.